# Nematolepis rhytidophylla
Nematolepis rhytidophylla là một loài thực vật có hoa trong họ Cửu lý hương. Loài này được (Albr. & N.G. Walsh) Paul G. Wilson mô tả khoa học đầu tiên năm 1998.